# Rakel Surlien
Rakel Surlien, född 10 februari 1944 i Svelvik, död 29 juli 2025 i Oslo, var en norsk jurist, domare och politiker (Senterpartiet).
Hon var miljöminister i Willoch-regeringen 1983–1986, domare och lagman (hovrättspresident) i Eidsivating lagmannsrett (hovrätt) 1986–1994, departementsråd (högsta ämbetsman) i Justitiedepartementet 1995–1997, justitiarius vid Nedre Romerike tingrett 1997–2001, direktör för den oberoende kommissionen för inrättande av ett civilt rättsväsende i Bosnien och Hercegovina 2001–2004 och domare vid Borgarting lagmannsrett (hovrätt) från 2004.
Hon var styrelseledamot i Norsk Kvinnesaksforening 1982–1984 och var Norges första medlem i CEDAW-kommittén.